# Кенсу
Кенсу́ (каз. Кеңсу) — село у складі Кегенського району Алматинської області Казахстану. Входить до складу Ширганацького сільського округу.
Населення — 127 осіб (2021; 173 у 2009, 146 у 1999, 186 у 1989).